# Caciomorpha robusta
Caciomorpha robusta là một loài bọ cánh cứng trong họ Cerambycidae.